# Nepal en los Juegos Olímpicos de Atlanta 1996
Nepal estuvo representado en los Juegos Olímpicos de Atlanta 1996 por seis deportistas, tres hombres y tres mujeres, que compitieron en cuatro deportes.
El portador de la bandera en la ceremonia de apertura fue el atleta Tika Bogati. El equipo olímpico nepalí no obtuvo ninguna medalla en estos Juegos.